# Les œuvres de Jože Plečnik à Ljubljana – une conception urbaine centrée sur l'humain
Les œuvres de Jože Plečnik à Ljubljana – une conception urbaine centrée sur l'humain sont un bien du patrimoine mondial de Slovénie, qui regroupe plusieurs réalisations de l'architecte slovène Jože Plečnik (1872 - 1957) dans le centre de la capitale du pays, Ljubljana.

## Motivation
Pendant l'entre-deux-guerres, après la fin de l'Empire austro-hongrois, Ljubljana change de statut : d'une petite ville de province, elle devient la capitale de la nation slovène (alors province du nouveau royaume de Yougoslavie). L'architecte Jože Plečnik participe à cette transformation en créant une série d'espaces et d'institutions publiques, et en les intégrant dans le tissu urbain préexistant. Il crée en particulier deux axes parralèles : un axe terrestre (Promenade verte débutant au pont Trnovo, traversant la place de la Révolution française, longeant la rue Vegova (sl) et se terminant place du Congrès) et un axe aquatique (le long de la Ljubljanica). Ces deux axes, reliés entre eux par des axes transversaux, sont eux-mêmes reliés au reste de Ljubljana par l'église Saint-Michel (en), l'église Saint-François-d'Assise (sl) et le Plečnikove Žale (sl)
Selon l'argumentaire de protection de l'UNESCO : « Il s’agit d’un exemple exceptionnel de création d’espaces publics, d’édifices et d’espaces verts selon la vision d’un seul architecte, dans le cadre temporel et spatial limité d’une ville existante et avec des ressources limitées. »

## Historique
Début 2015, la Tchéquie et la Slovénie déposent une proposition conjointe sur leur liste indicative respective (La Tchéquie le 15 janvier, la Slovénie le 20) sous le nom « L'architecture humaniste éternelle de Jože Plečnik à Ljubljana et Prague » (en anglais : The timeless, humanistic architecture of Jože Plečnik in Ljubljana and Prague). La partie slovène comprend cinq sites situés à Ljubljana : l'église Saint-Michel (en), la promenade le long des quais et ponts de la Ljubljanica, la rue Vegova (sl), le jardin de tous les saints dans le cimetière de Žale et l'église Saint-François-d'Assise (sl). La partie tchèque ne comprend qu'un site : l'église du Sacré-Cœur-de-Jésus de Prague.
La Tchéquie retire sa proposition en 2018. La Slovénie poursuit seule le processus d'inscription : le bien est inscrit en 2021, lors de la 44e session du Comité du patrimoine mondial, sous le nom « Les œuvres de Jože Plečnik à Ljubljana – une conception urbaine centrée sur l'humain ».

## Sites inscrits
Le bien inscrit au patrimoine mondial comprend sept sites distincts dans Ljubljana.
| Id.      | Site                                                   | Description | Superficie (ha) | Zone tampon (ha) | Coordonnées                  | Illus. |
| -------- | ------------------------------------------------------ | --- | --------------- | ---------------- | ---------------------------- | --- |
| 1643-001 | Pont Trnovo (sl)                                       | Origine des axes terrestres et aquatiques, le pont enjambe la rivière Gradaščica (sl) et relie les zones urbaines de Ljubljana, Krakovo (sl) et Trnovo. Il est situé devant l'église de Trnovo (sl). | 0,05            | 88,592           | 46° 02′ 36″ N, 14° 30′ 07″ E | Photographie du pont de Trnovo, avec l'église de Trnovo en fond. |
| 1643-002 | Promenade verte le long de la rue Vegova (sl)          | Axe terrestre, du pont Trnovo (sl) à la place du Congrès. | 3,28            | 88,592           | 46° 02′ 52″ N, 14° 30′ 12″ E | Photographie de la place du Congrès, avec le château de Ljubljana en arrière plan. |
| 1643-003 | Promenade le long des quais et ponts de la Ljubljanica | Axe aquatique, du pont Trnovo (sl) à la porte écluse de Ljubljanica. | 12,388          | 88,592           | 46° 02′ 56″ N, 14° 30′ 20″ E | Photographie d'un coude de la Ljubljanica dans le centre de Ljubljana, depuis un pont. Un bateau dédié au tourisme navigue au premier plan. Des bâtiments encadrent les deux rives. Au fond, la façade de l'église franciscaine de l'Annonciation. |
| 1643-004 | Mur romain de Mirje                                    | Reconstruction du mur d'après les plans de Jože Plečnik. | 0,72            | 1,055            | 46° 02′ 45″ N, 14° 29′ 54″ E | Photographie d'une reconstruction du mur romain le long d'une route. |
| 1643-005 | Église Saint-Michel (en)                               | Construite entre 1937 et 1939 selon les plans de Plečnik. | 0,281           | 12,984           | 46° 00′ 44″ N, 14° 30′ 21″ E | Fichier SVG indiquant qu'aucune photographie de l'édifice n'est disponible. |
| 1643-006 | Église Saint-François-d'Assise (sl)                    | | 1,079           | 30,23            | 46° 04′ 06″ N, 14° 29′ 49″ E | Fichier SVG indiquant qu'aucune photographie de l'édifice n'est disponible. |
| 1643-007 | Plečnikove Žale (sl) - Jardin de tous les saints       | Élément clé de Žale, le cimetière central de Ljubljana ; construit entre 1937 et 1940 selon les plans de Plečnik.                                                                                    | 1,323           | 45,752           | 46° 04′ 03″ N, 14° 31′ 43″ E | Fichier SVG indiquant qu'aucune photographie de l'édifice n'est disponible. |

## References
1. 1 2  « Les œuvres de Jože Plečnik à Ljubljana – une conception urbaine centrée sur l’humain », UNESCO (consulté le 25 septembre 2023)
2. ↑  (en) « The timeless, humanistic architecture of Jože Plečnik in Ljubljana and Prague » [archive du 19 novembre 2015], UNESCO
3. ↑  (en) « The timeless, humanistic architecture of Jože Plečnik in Ljubljana and Prague » [archive du 29 novembre 2017], UNESCO